# Bullet to the Head
Bullet to the head är en film från 2012 med bland annat Sylvester Stallone.

## Handling
En polis och en hitman bildar en udda allians för att slå ner en gemensam fiende som har dödat deras respektive partners.